# Michalīs Chatzīgiannīs
Michalīs Chatzīgiannīs (in greco: Μιχάλης Χατζηγιάννης; Nicosia, 5 novembre 1978) è un cantante cipriota.
Ha rappresentato Cipro all'Eurovision Song Contest 1998. Nel 2010 ha pubblicato il suo primo album in lingua inglese.

## Discografia

### Album studio
- 1995 - Senario
- 1998 - Epafi
- 2000 - Paraxeni Giorti
- 2002 - Krifo Fili
- 2004 - Akatallili Skini
- 2006 - Fili Ki Ehthri
- 2008 - 7
- 2010 - Mihalis
- 2010 - To Kalitero Psema
- 2011 - Tharros I Alitheia
- 2013 - I Agapi Dinamonei

### Live
- 2006 - Live
- 2007 - Zontana Sto Likavitto